# Jerzy Dunin Karwicki
Jerzy Dunin Karwicki herbu Łabędź – cześnik sandomierski w latach 1714–1722, podstarości i sędzia grodzki sandomierski w 1714 roku, pisarz grodzki nowokorczyński w 1711 roku, pisarz grodzki chęciński w 1710 roku, podczaszy inowrocławski w 1702 roku.
Był posłem województwa sandomierskiego na sejm 1720 roku.